# Chapelle Saint-Hervé du Menez Bré
La chapelle Saint-Hervé du Ménez Bré est un édifice situé à Pédernec, en France.

## Localisation
La chapelle est située sur le territoire de la commune de Pédernec, au sommet de la colline du Menez Bré à une altitude de 302 m, qui domine la région et offre un point de vue sur la quasi-totalité du Trégor, dans le département des Côtes-d'Armor, en région Bretagne,.

## Description
Les soubassements de la chapelle sont très anciens ; ils dateraient du VIe siècle. Ce sont les seigneurs du Cleuziou qui furent à l’origine de la construction de la chapelle, qui fut reconstruite aux XVIe siècle et XVIIe siècle. La chapelle honore saint Hervé, né aveugle et doté de dons surnaturels. Selon la tradition, ce serait Hervé qui aurait fait jaillir l’eau de la fontaine voisine.
La chapelle est un édifice rectangulaire conservant du XVIIe siècle le porche surmonté de la sacristie et le clocher, le reste datant du 19e siècle. Le porche avec étage est collé au mur pignon avec escalier circulaire dans sa tour. Sur la partie contenant les cloches, le mur pignon s'amortit par des consoles arasées et renversées, pour se terminer par un prisme rectangulaire soutenant la croix. La tour d'escalier cylindrique couverte en dôme, est prise dans la maçonnerie. Les cadres des portes et fenêtres sont en pierre avec arc de décharge trilobé et ajouré sur les linteaux et avec une accolade dans un cadre aux fenêtres,.

## Historique
La chapelle fut fondée par les seigneurs du Cleuziou. En 1458, le pape accorda une bulle d'indulgence en faveur de cette chapelle dans laquelle se produisaient de nombreux miracles. Elle fut reconstruite au XVIe siècle, puis au XVIIe siècle.
Selon la tradition, l'abbé Placide Guillermic (1788-1873), recteur de Bégard, connu sous le surnom de Tadig Kozh (« le vieux petit père »), connu pour sa réputation d'exorciste, se rendait à la chapelle Saint-Hervé pour exercer son art, pratiquant un rituel compliqué composé notamment de 29 messes pour le repos des défunts, dont une à l'envers, à minuit, pieds nus, afin que les démons libèrent les âmes des morts pour qui le rituel était célébré.
La dernière restauration de la chapelle date de 1939. Depuis le mois de juin 2011 l'association des Amis du patrimoine de Pédernec, épaulée par la commune, a entamé une nouvelle restauration. Des vitraux modernes conçus par Julien Lannou de Pontrieux illuminent la chapelle depuis le dernier pardon du 19 juin 2011. Depuis le 26 mars 2012 la chapelle est dotée de deux cloches venant de la fonderie Paccard d'Annecy. La première s'appelle Hervé, Iwan, Nicolas, Eflamm, Vincent, Jude. Elle pèse 57 kilogrammes et donne la note La 440. La deuxième s'appelle Anne, Goneri, Stéphane, Maodez, Nicodème. Elle pèse 45 kilogrammes et donne la note Do5. En même temps que les 2 cloches, les Amis du patrimoine ont fait fondre 700 clochettes souvenir qui portent les inscriptions « Menez-Bré » et « 2011 ». Les deux cloches ainsi qu'un nouveau chemin de croix constitué par 14 photos de calvaires de Pédernec et les vitraux ont été bénis par Denis Moutel, évêque du diocèse de Saint-Brieuc et Tréguier, le 18 mars 2012 en présence de plus de 1 000 personnes. Le nouveau chemin de croix a été réalisé par Rémy Chermat et Nicole Le Polès de Bégard.
Elle est classée au titre des monuments historiques par arrêté du 14 février 1962.

## Galerie

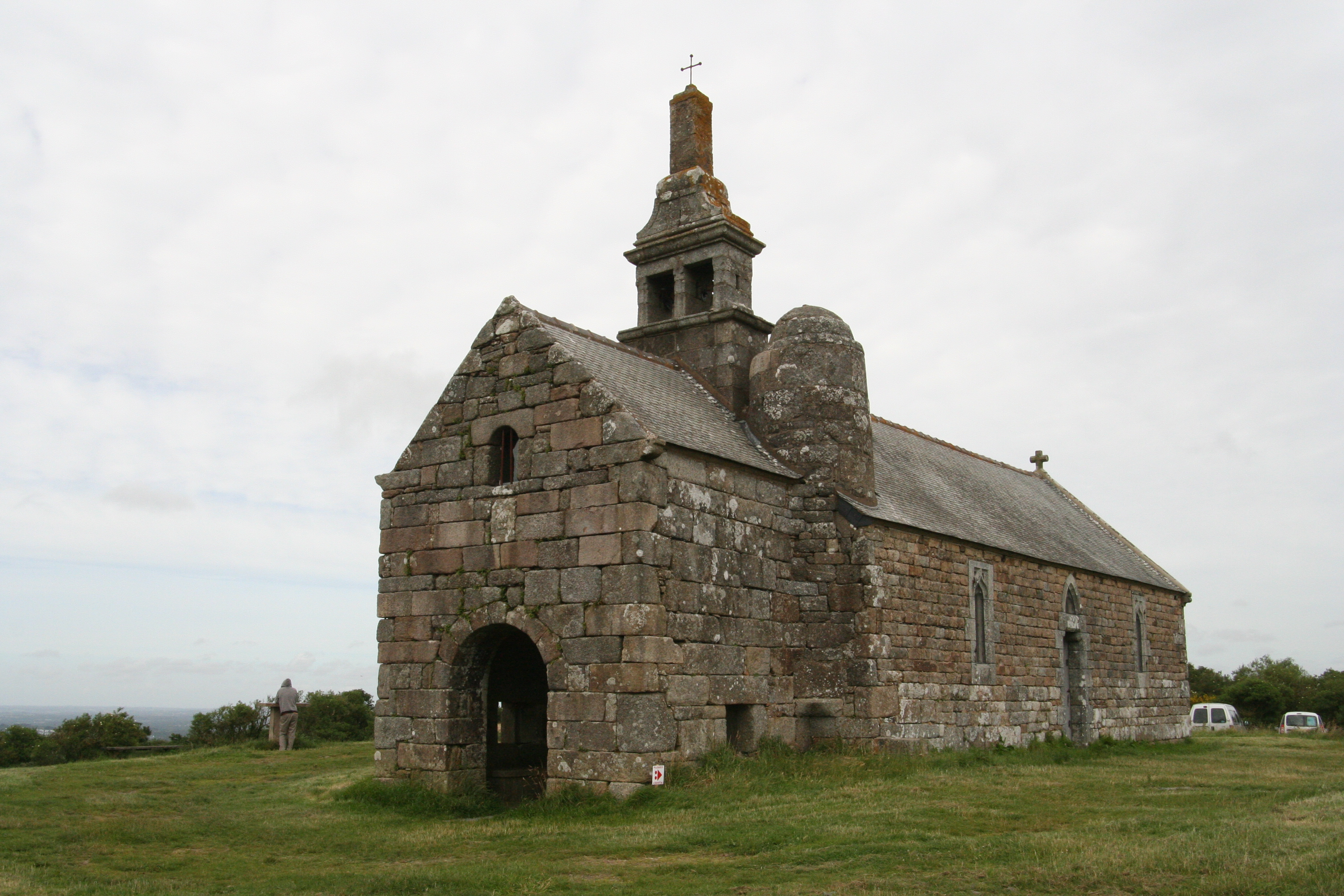
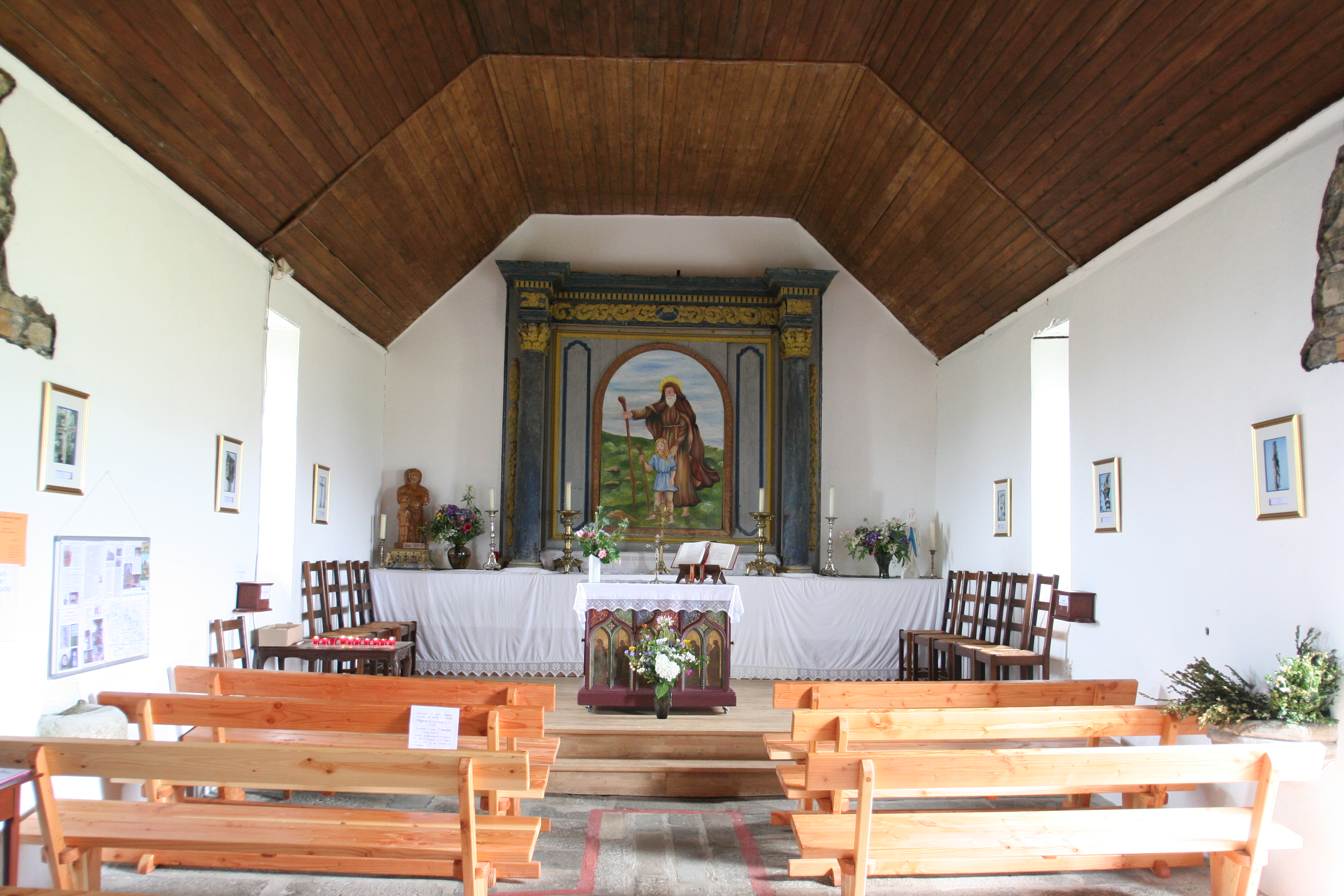
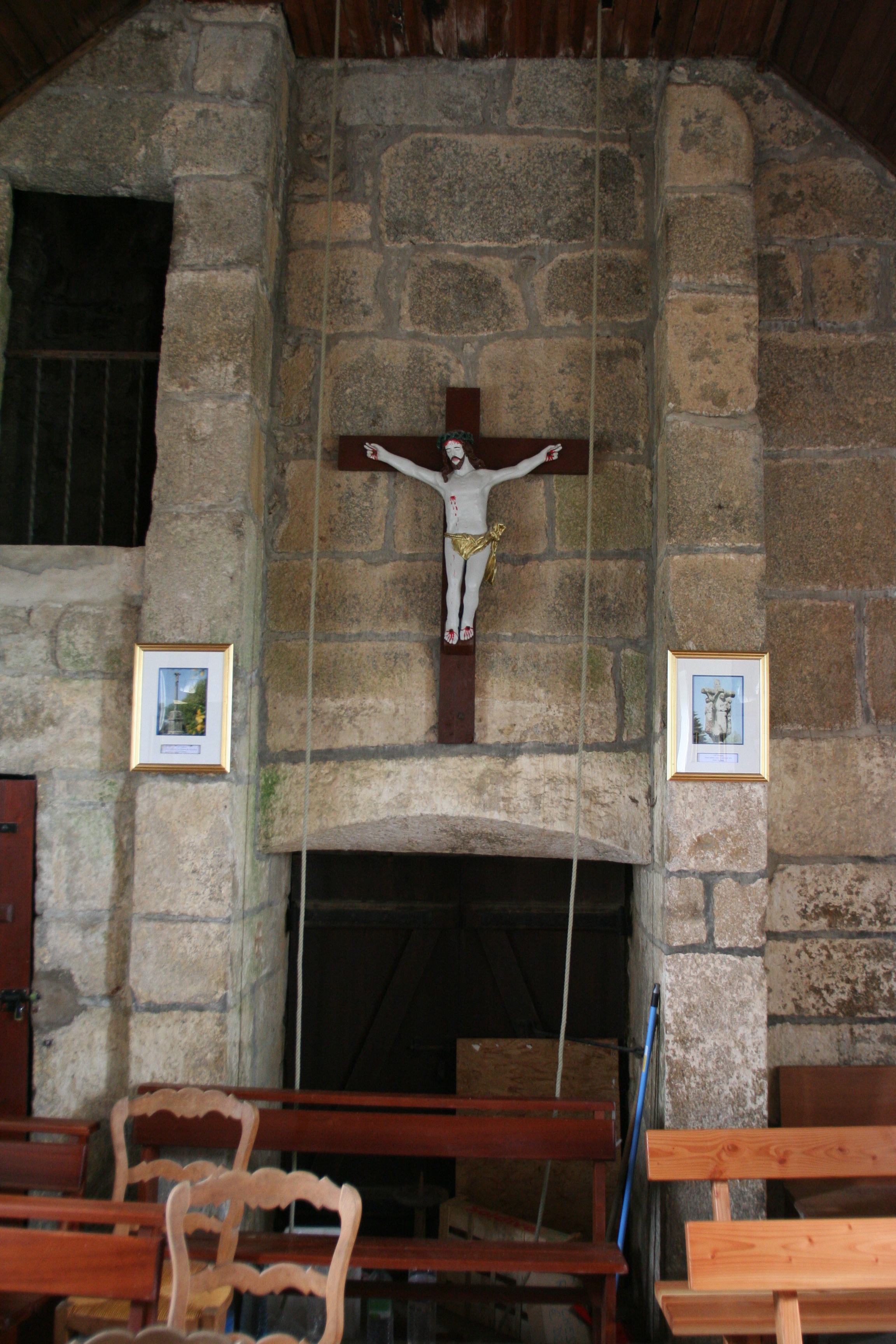
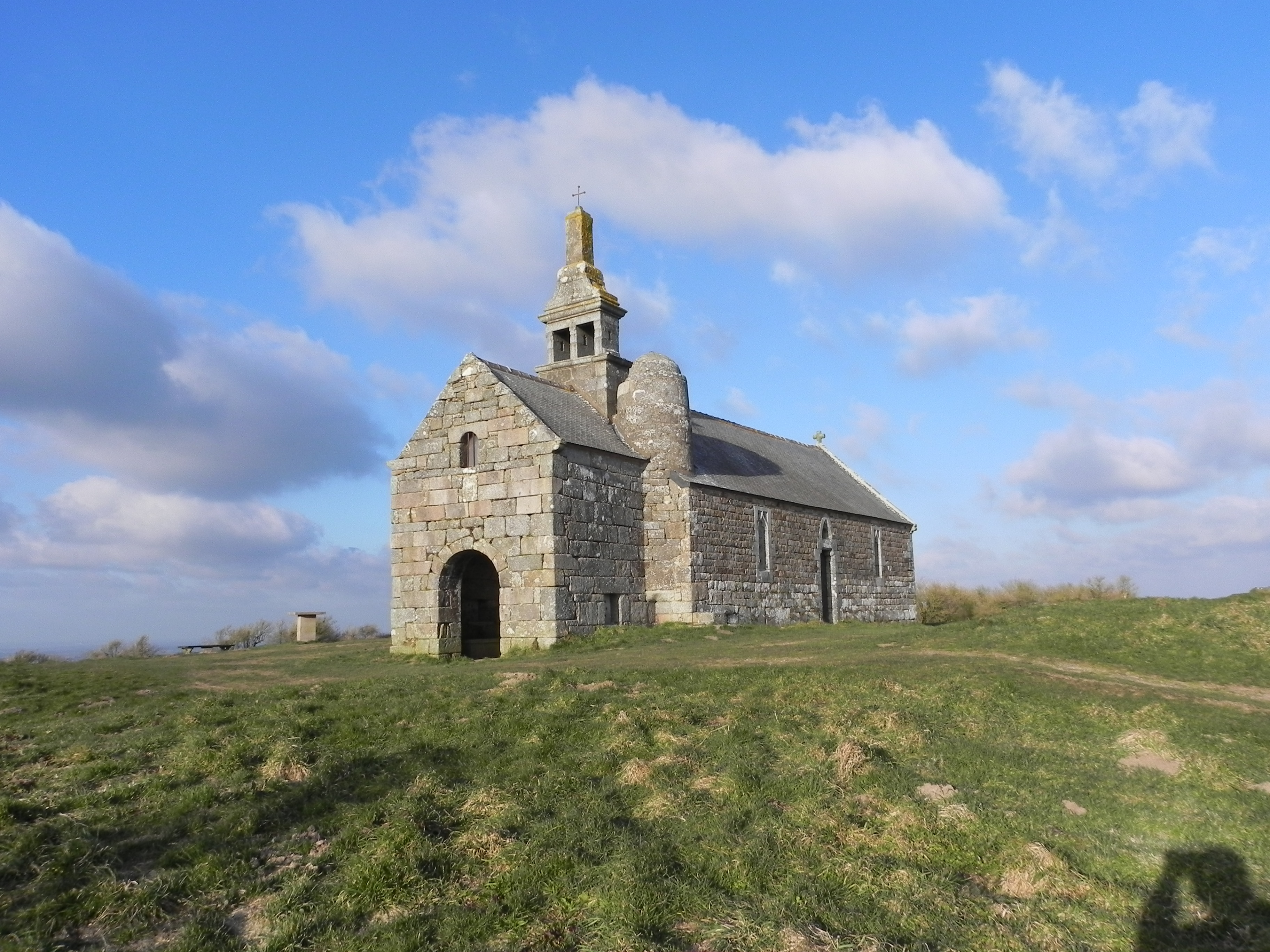
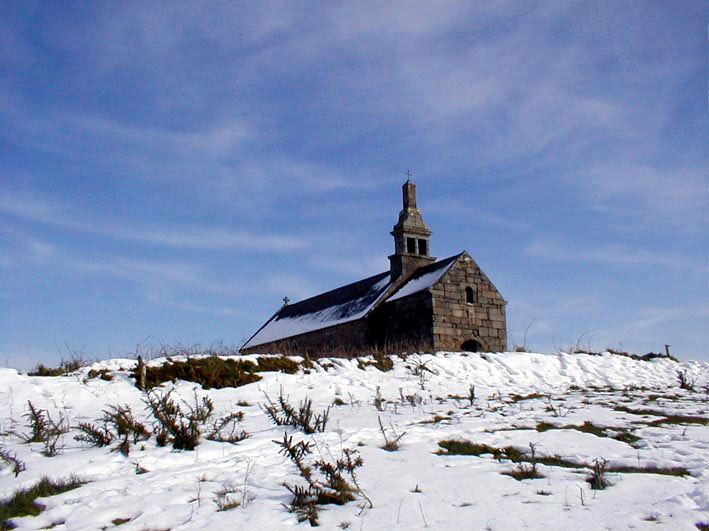
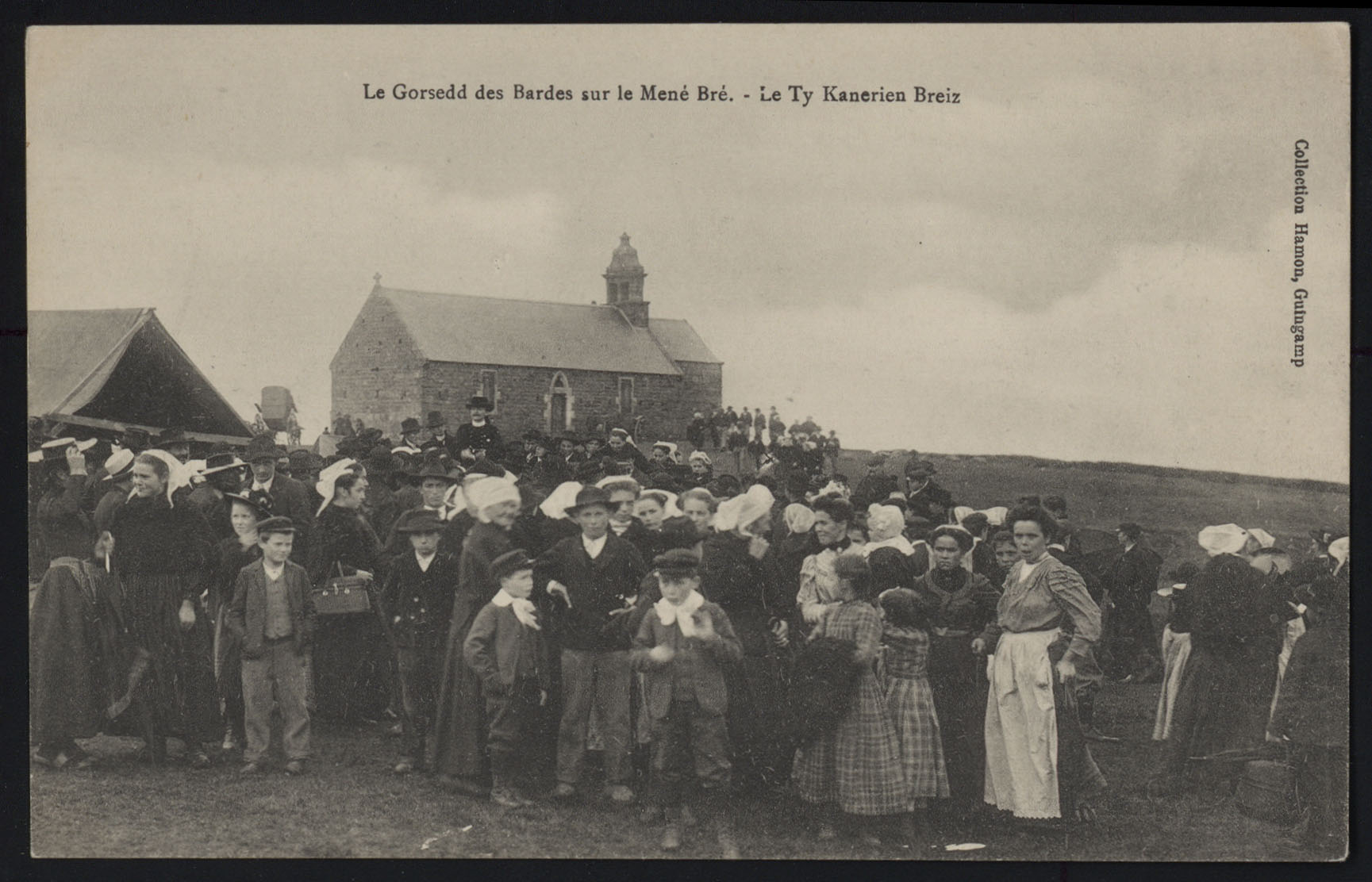